# Młodzawy Duże
Młodzawy Duże est une localité polonaise de la gmina et du powiat de Pińczów en voïvodie de Sainte-Croix.